# .kn
.kn ist die länderspezifische Top-Level-Domain (ccTLD) von St. Kitts und Nevis. Sie existiert seit dem 3. September 1991 und wurde zunächst von der Universität von Puerto Rico verwaltet.

## Geschichte
Seit dem Jahr 2008 ist das Ministerium für Finanzen, nachhaltige Entwicklung und Technologie (Ministry of Finance, Sustainable Development Information & Technology) für .kn zuständig. Der operative und technische Betrieb der Top-Level-Domain wurde durch das taiwanische Network Information Center (TWNIC) übernommen, nachdem kein lokal ansässiger Bewerber dafür geeignet war.

## Eigenschaften
Registrierungen werden sowohl auf zweiter als auch auf dritter Ebene durchgeführt. Neben .kn gibt es net.kn für Internet Service Provider, org.kn für gemeinnützige Organisationen, edu.kn für Bildungseinrichtungen sowie gov.kn für die Regierung der Insel. Trotz der liberalen Vergabekriterien, die keinen Wohnsitz oder eine Niederlassung vor Ort erfordern, ist .kn international vergleichsweise unbedeutend. Die teuerste jemals bekannt gewordene Transaktion einer .kn-Domain betraf www.kn, das 2007 den Inhaber wechselte.

## Weblink
- Website der Vergabestelle